# Alicia Vikander
Alicia Amanda Vikander (pronunciat en suec: [aˈliːsɪa aˈmanda vɪˈkandər], Göteborg, 3 d'octubre de 1988) és una actriu sueca coneguda pel seu paper en el drama suec de televisió Andra Avenyn, així mateix com per la seva actuació secundària en l'adaptació de la novel·la Anna Karenina. Guanyadora d'un Oscar com a millor actriu de repartiment per a The Danish Girl.
Ha interpretat Alice Deane en la pel·lícula The Seventh Son (El setè fill). Vikander va guanyar el Rising Star Award en 2012 en el Stockholm Film Festival i el Guldbagge Award a la millor actriu per Pure.

## Biografia
Vikander va néixer a Göteborg. És filla de l'actriu Maria Fahl Vikander i Svante Vikander, psiquiatra, té 5 germans.
Ha aparegut en molts musicals en l'òpera de Göteborg. Més tard va ingressar en la Royal Swedish Ballet School a Estocolm (2004-2007). També és coneguda per la seva actuació en el paper protagonista a A Royal Affaire, on encarna a la princesa Carolina Matilde del Regne Unit.
Vikander aconsegueix un major reconeixement en actuar en la pel·lícula The Danish Girl, interpretant a Gerda Wegener en la qual treballa al costat de Eddie Redmayne, ja que la seva actuació li ha valgut la nominació a diferents premis més importants de la indústria de Hollywood, entre els quals ha guanyat el Premi de la Crítica Cinematogràfica, el Premi SAG en la categoria de millor actriu de repartiment i l'Oscar en la mateixa categoria.
El 28 d'abril de 2016 es confirmà que seria Lara Croft en la tercera pel·lícula de la franquícia Tomb Raider.

## Filmografia
Les seves pel·lícules més destacades són:
| Any       | Títol                    | Paper                           | Notes                                   |
| --------- | ------------------------ | ------------------------------- | --------------------------------------- |
| 2002      | Min balsamerade mor      | Ebba Du Rietz                   | Pel·lícula TV                           |
| 2005      | En decemberdröm          | Toni/Tony                       | Sèries TV; 3 episodis                   |
| 2007      | Levande föda             | Linda                           | Minisèries TV                           |
| 2007      | Darkness of Truth        | Sandra Svensson                 | Curt                                    |
| 2007      | The Rain                 | Ballarina                       | Curt                                    |
| 2007–2008 | Andra Avenyn             | Jossan Tegebrandt Björn         | Sèries TV; 39 episodis                  |
| 2008      | Höök                     | Katarina                        | Sèries TV; 2 episodis                   |
| 2008      | My Name Is Love          | Fredrika                        | Curt                                    |
| 2009      | Susans längtan           | Noia en un apartament           | Curt                                    |
| 2010      | Pure                     | Katarina                        | Premi Suec Guldbagge a la Millor Actriu |
| 2011      | The Crown Jewels         | Fragancia Fernandez             | També conegut com "Kronjuvelerna"       |
| 2012      | A Royal Affair           | Carolina Matilde del Regne Unit |                                         |
| 2012      | Anna Karenina            | Kitty                           |                                         |
| 2013      | Hotell                   | Erika                           |                                         |
| 2013      | The Fifth Estate         | Anke Domscheit-Berg             |                                         |
| 2014      | Son of a Gun             | Tasha                           |                                         |
| 2014      | Seventh Son              | Alice Deane                     |                                         |
| 2014      | Testament of Youth       | Vera Brittain                   |                                         |
| 2015      | Ex Machina               | Ava                             |                                         |
| 2015      | Operació U.N.C.L.E.      | Gaby Teller                     |                                         |
| 2015      | The Danish Girl          | Gerda Wegener                   |                                         |
| 2015      | Cremat                   | Anne Marie                      |                                         |
| 2016      | Tulip Fever              | Sophia                          |                                         |
| 2016      | The Light Between Oceans | Isabel Sherbourne               |                                         |
| 2016      | Jason Bourne             | Heather Lee                     |                                         |
| 2017      | Submergence              | Danielle Flinders               |                                         |
| 2017      | Euphoria                 | Ines                            | També productora                        |